# Carlos Eduardo Pires Fleury
Carlos Eduardo Pires Fleury (São Paulo, 05 de janeiro de 1945 - Rio de Janeiro, 10 de dezembro de 1971), filho de Hermano Pires Fleury Junior e Maria Helena Dias Fleury, foi um estudante de Filosofia na Universidade de São Paulo e de Direito na Pontifícia Universidade Católica de São Paulo (PUC-SP). Guerrilheiro brasileiro e militante da Ação Libertadora Nacional (ALN) e do Movimento de Libertação Popular (Molipo), Fleury consta na lista de mortos e desaparecidos políticos na Ditadura Militar Brasileira.
É um dos casos investigados pela Comissão da Verdade, que apura mortes e desaparecimentos na ditadura militar brasileira.

## Biografia
Ingressou no curso de Direito da PUC-SP em 1966 e lá permaneceu até 1967. Cursou a faculdade de Filosofia na Universidade de São Paulo (USP) até 1968, quando intensificou suas atividades em movimentos estudantis, tendo ingressado na Ação Libertadora Nacional (ALN) em fevereiro de 1969. Sob os codinomes "Teixeira", "Humberto" e "Quincas", foi auxiliado pelos militantes Joaquim Camara Ferreira e Carlos Marighella, e passou a militar o Grupo Tático Armado (GTA) em São Paulo. Em setembro de 1969, o diretor da Faculdade de Direito (PUC-SP) foi interpelado pelo delegado do DEOP, Antonio Fasoli que, por meio de ofício, buscava informações do aluno Carlos Eduardo. Em tal documento constata-se que desde 1967 já não frequentava regularmente o curso e, em 1968, não renovou sua matrícula, pois já estava militando clandestinamente.Carlos Eduardo era conhecido por ser extremamente ativo dentro do movimento estudantil. E então, foi preso em 30 de setembro de 1969, quando era subcomandante do GTA. 
Antes de sua prisão, segundo depoimentos, Fleury já encabeçava a militância e, em meados de agosto ou setembro 1969, tinha a intenção de reorganizar a luta de seu grupo, que vivia de “ação em ação” para sobreviver à clandestinidade. Chegou a propor uma assembleia com todo o grupo GTA na Baixada Santista, em São Paulo, para realinhar suas ações, porém a prisão impediu que continuasse com o plano.
Nessa ocasião, foi brutalmente torturado por dias seguidos no DOI-CODI. Transferido para o Presídio Tiradentes, conforme relata o Dossiê Ditadura, escreveu uma carta, em 1970, ao seu antigo professor da Faculdade de Direito da PUC-SP, Manoel Gonçalves Ferreira Filho, à época Ministro interino da Justiça, denunciando as torturas sofridas por ele e seus companheiros, além do assassinato sob tortura e desaparecimento do corpo de seu companheiro de Virgílio Gomes da Silva por pancadas e choques no pau-de-arara.
| “ | '“Não vou enumerar exatamente o que sofri momento a momento, vou dar alguns exemplos dos métodos de interrogatórios que sofri: o pau-de-arara, telefone, choques na cabeça, nos órgãos sexuais e no resto do corpo todo como o mostram as cicatrizes que tenho até hoje. Os choques que levei no 2º dia de tortura foram de 220 volts e durante mais de cinco horas seguidas pendurado no pau-de-arara, o que me causou uma parada cardíaca. Quando isto ocorreu estavam chegando, naquele momento, na OBAN, os delegados do DOPS, Tucunduva, Fleury e Raul Ferreira. Foram estas pessoas que me fizeram voltar à vida, através de massagem no coração, fricção com álcool pelo corpo, etc, pois o pessoal da OBAN deu-me como clinicamente morto. Esta sessão de cinco horas de 220 volts foi precedida por uma tarde inteira de agressões e choques na cadeira do dragão, além de ter ficado na noite anterior das 22h30 até 6h30 da manhã deste dia no pau-de-arara, levando choques”. | ” |

Segundo o Dossiê Ditadura, Carlos Eduardo tentou suicídio. Ao forjar um encontro na avenida Brigadeiro Luís Antônio, em São Paulo, o guerrilheiro entrou em loja e atentou contra a própria vida com uma tesoura. Apesar de ferir o instrumento contra o peito, Carlos foi levado para o Hospital das Clínicas, onde se recuperou e sobreviveu. Após o acontecimento, o jovem voltou a passar por torturas, como as relatadas em carta: pau-de-arara e cadeira do dragão.
Em junho de 1970, foi banido do Brasil para a Argélia com outros 39 presos políticos, devido à troca pelo embaixador alemão Ehrenfried von Holleben, sequestrado no Rio de Janeiro pelos grupos guerrilheiros Vanguarda Popular Revolucionária (VPR) e Ação Libertadora Nacional (ALN). Banido, saiu da Argélia para Cuba, onde frequentou cursos de guerrilha rural e urbana.
Celso Antunes Horta, companheiro de cela de Fleury no Presídio Tiradentes, relatou à Comissão da Verdade da Pontifícia Universidade Católica de São Paulo (PUC-SP), que Carlos Eduardo era ativo nas discussões entre os mais de 40 presos políticos com quem dividiam a cela. O amigo diz que os discursos de Fleury era sobre a resistência com que os presos políticos deveriam enfrentar a situação e, sobre com a prisão não significava o fim da luta política.

## Morte
De acordo com uma notícia publicada no jornal Folha de S. Paulo do dia 11 de dezembro de 1971, Carlos Eduardo morreu no dia 10 de dezembro, com 26 anos, após trocar tiros com agentes dos órgãos de segurança, na Guanabara. O militante teria sido encontrado morto no interior de um veículo com um tiro. Ele havia retornado clandestinamente ao Brasil.
Segundo a notícia publicada em Guanabara, “por volta das 3:30hs policiais aproximaram-se de um Dodge Dart, placa GB – 4495, estacionado em uma atitude suspeita na Praça Havaí (...) nas imediações do Meyer. Os ocupantes do veículo passaram a disparar suas armas, mesmo antes de serem abordados e, do entrevero, caiu mortalmente ferido Carlos Eduardo Fleury que pretendia abandonar o carro. O restante do grupo conseguiu fugir”. Em outra notícia afirmava-se que seu corpo teria sido levado ao Instituto Médico Legal (IML) do Estado da Guanabara e registrado com outro nome, Nelson Meirelles Riedel.
Segundo o site da Comissão da Verdade da PUC-SP, uma ocorrência da 23ª Delegacia de Polícia, diferentemente desta nota, afirma que: "o DOPS soube do fato pelo comissário Eduardo que fazia uma ronda nas proximidades da Praça Havaí e que, ao ouvir tiros, dirigiu-se para lá encontrando um carro com o corpo de um homem baleado no banco traseiro e uma arma com seis balas deflagradas" 
De acordo com este laudo Fleury foi “encontrado morto no interior de um veículo com um [único] tiro”. Entretanto, a análise das fotografias da perícia do local demonstra que ele recebeu 12 tiros e todos frontais, isto é, com trajetória de frente para trás, fato que não corresponde aos ferimentos de alguém que estivesse sentado no banco traseiro de um carro e metralhado pelos quatro lados do veículo, e que tenha sido morto com apenas um tiro fatal. Ele também apresentava marcas de algemas nos pulsos ,fato observado por seu irmão ao reconhecer seu corpo no IML, o que indica que ele esteve preso antes de ser morto.
Em depoimento prestado à Comissão da Verdade da PUC-SP, Maria Luiza Flores da Cunha Bierrenbach, colega de faculdade de Fleury, aponta outras contradições sobre as reais circunstâncias de sua morte. Conforme relata, o irmão de Fleury foi ao Rio de Janeiro buscar o seu corpo e voltou de lá com enormes dúvidas sobre a sua morte, por inúmeros motivos. Primeiramente, lhe foi dito que Fleury estava dirigindo um Dodge Dart quando foi morto, mas conforme afirma o irmão, Fleury não sabia dirigir. 
Quando o irmão de Fleury chegou ao Rio de Janeiro para reconhecer o corpo, encontrou-o completamente nu. Então decidiu comprar-lhe um terno, complementos e inclusive uma gravata para o seu enterro. No dia seguinte, foi divulgada uma foto de Fleury no jornal diário usando o mesmo terno e gravata comprados pelo seu irmão, sentado, com os olhos abertos, como se ainda estivesse vivo.